# Troll (polární stanice)
Norská polární stanice Troll (norsky Troll forskingsstasjon) se nachází v Antarktidě u pobřeží Moře krále Haakona VII. v oblasti Země královny Maud, kterou Norsko považuje za své závislé území. Tento norský nárok byl však uznán jen některými zeměmi, území podléhá Antarktickému smluvnímu systému.

## Historie
Během osmdesátých let dvacátého století začalo být pro vládu Norska důležité mít celoročně fungující stanici v Zemi královny Maud. Tato část Antarktidy byla zabrána jako závislé území 14. ledna 1939, kdy mělo Norsko zájem o tuto oblast zejména kvůli rybolovu. Od roku 1956 Norsko řídilo výzkumnou stanici Norway Station, ta však byla roku 1959 darována Jižní Africe. Od šedesátých do osmdesátých let devatenáctého století byly norské aktivity v oblasti výzkumných stanic pouze sporadickém a bez vytvoření jakékoli fixní základny, což ale bylo nakonec výhodou, jelikož tím zjistili, že výzkum není vázán geograficky, ale oslabilo to norský nárok na Queen Maud Land, a tak byla na tomto území vybudována norská výzkumná stanice, čímž Norsko upevnilo svůj nárok na Queen Maud Land.
Poté se Norský polární institut rozhodl založit i letní stanici, která byla postavena během léta 1989 a 1990. Výsledkem je sto metrů čtverečních velký objekt, kde může pobývat až osm lidí. Oficiálně otevřen byl 17. února 1990. Stanice nese název po zubatých horách, které stanici obklopují, a které připomínají troly z norské mytologie. První přezimující zde byli v roce 2000, kdy expedice South Pole použila základnu jako svůj kemp.
Následně Norsko převzalo iniciativu a založilo Dronning Maud Land Air Network s cílem zlepšit spolupráci mezi zeměmi, které měly stanice v Zemi královny Maud, a urychlit tak transport. Díky tomu, že je na stanici Troll letiště, je umožněna rychlá přeprava k výzkumným stanicím v západní oblasti Země královny Maud, které jsou umístěny příliš daleko od dalších letišť u stanic Novolazarevskaya a Henriksenskjera. První let byl uskutečněn roku 2000 z Jižní Afriky do Henriksenskjery a poté dále na stanici Trol letadlem Twin Otter.
V roce 2003 bylo rozhodnuto, že Norsko rozšíří svou činnost v Antarktidě, a byla vytvořena celoroční výzkumná stanice. Do té doby byla Norsko jediná země, která měla v Antarktidě závislé území, avšak celoroční výzkumnou stanici nikoli. Vláda Norska se proto rozhodla takovou stanici vybudovat, a tuto svou investici zdůvodnila jako motivaci ke zlepšení výzkumu klimatu.

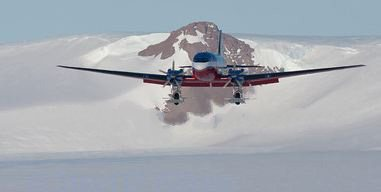
Stroj Basler BT 67 nad letištěm Troll

Přestavba stanice probíhala od prosince 2004 do února 2005 pod vedením Norwegian Directorate of Public Construction and Property. Nová část zahrnovala generátor, záchrannou stanici, garáže, zásobovací sklady a četné laboratoře. Zároveň Norský meteorologický institut vybudoval na základně Troll meteorologickou stanici.
Ve vzdálenosti 6,8 km od vědecké základny bylo vybudováno letiště. Konstrukce 3300 metrů dlouhé a 100 metrů široké přistávací dráhy vyžadovala vyplnění trhlin a odstranění kamenů. Letiště u stanice Troll bylo otevřeno 11. února 2005. V roce 2006 byl pak postaven TrollSat. Tyto mnohé konstrukce měly za následek potřebu širokopásmového připojení k základně. Během zimního období roku 2006 zde nebyli žádní přezimující, jelikož byl nedostatek financí, ale od roku 2007 je stanice opět celoročně v provozu. V roce 2008 zde pak byla vybudována větrná elektrárna, který slouží jako jeden ze zdrojů energie.
Norský premiér Jens Stoltenberg navštívil stanici Troll v lednu roku 2008 při příležitosti otevírání TrollSatu.

## Poloha
Výzkumná stanice Troll se nachází v Jutulsessenu, přibližně 235 kilometrů od břehu moře v jižní oblasti pobřeží princezny Marty v Zemi královny Maud. Je to jediná norská výzkumná stanice v Antarktidě, která je v provozu po celý rok a v létě je její činnost doplněna činností výzkumné stanice Tor, která však funguje právě pouze v letní části roku. Stanice Troll je vlastněna norskou vládou a provozována Norským polárním institutem. Na rozdíl od mnoha dalších stanic v Antarktidě, je tato zkonstruována na nezasněžené stráni ve skále, která prolamuje pevninský ledový příkrov v Jutulsessenu a nachází se 1 275 metrů nad mořskou hladinou.

## Podnebí
Troll má velmi studené a suché klima. Průměrné zimní teploty se pohybují kolem -25 °C, přičemž nejnižší teplota zde byla naměřena -50 °C a v letním období teploty dosahují zhruba 0 °C. Bouře, které se zde vyskytují během celého roku, mohou občas způsobit, že není možné provozovat venkovní aktivity. Jelikož je stanice až za jižním polárním kruhem, je zde během zimy polární noc.

## Budovy stanice Troll
Stanice se skládá z nové a staré části. Nová část se rozkládá na ploše 300 m2 a obsahuje osm ložnic, tělocvičnu, saunu, kuchyni, společenskou místnost a úřední místnosti a poté je zde několik menších budov, které se používají jako laboratoře, zásobovací sklady a garáže. Stará část je s rozlohou 100 m2 čtverečních menší a je zčásti používaná jako úschovna a zčásti jako letní výzkumná stanice Mimo to má stanice také nouzové zařízení pro osm lidí, které je umístěno v bezpečné vzdálenosti od hlavní budovy, pro případ, že by na základně začalo hořet, nebo se stala jiná nehoda.

## Výzkum
Na stanici Troll probíhá výzkum ovzduší a atmosféry, přesněji organického a anorganického znečištění, ozónu a ultrafialového záření, které podporuje Norský institut pro výzkum ovzduší, a společně s měřením z podobné stanice Zeppelin, má tak institut data z obou polárních regionů. Krom toho institut díky zjištěným datům vytváří každý rok analýzu trendu. Týdenní měření znečištění ovzduší na stanici Troll jsou přitom odpovídající měřením na Zeppelinu.
Jsou zde prováděna stratosférická měření, a to kvůli zjištění míry ozónu a stupně ultrafialového záření, respektive k dosáhnutí lepších informací o ubývání ozónu a o ozónové díře. Konsberg Satellite Services, podnik spojující Kongsberg Group a Norwegian Space Center, řídí TrollSat, satelitní stanici, která umožňuje přesun dat. Ve spojení se SvalSat, která se nachází v Longyearbyenu, TrollSat zaměřuje satelity na polární oběžné dráze. Norský meteorologický institut řídí část stanice Troll, která se zabývá počasím. Měří se zde tlak vzduchu, počasí, vlhkost a povětrnostní podmínky a výsledky měření jsou využívány pro stanici samotnou a také pro letiště.